# Adalbert Colsman (Unternehmer, 1839)

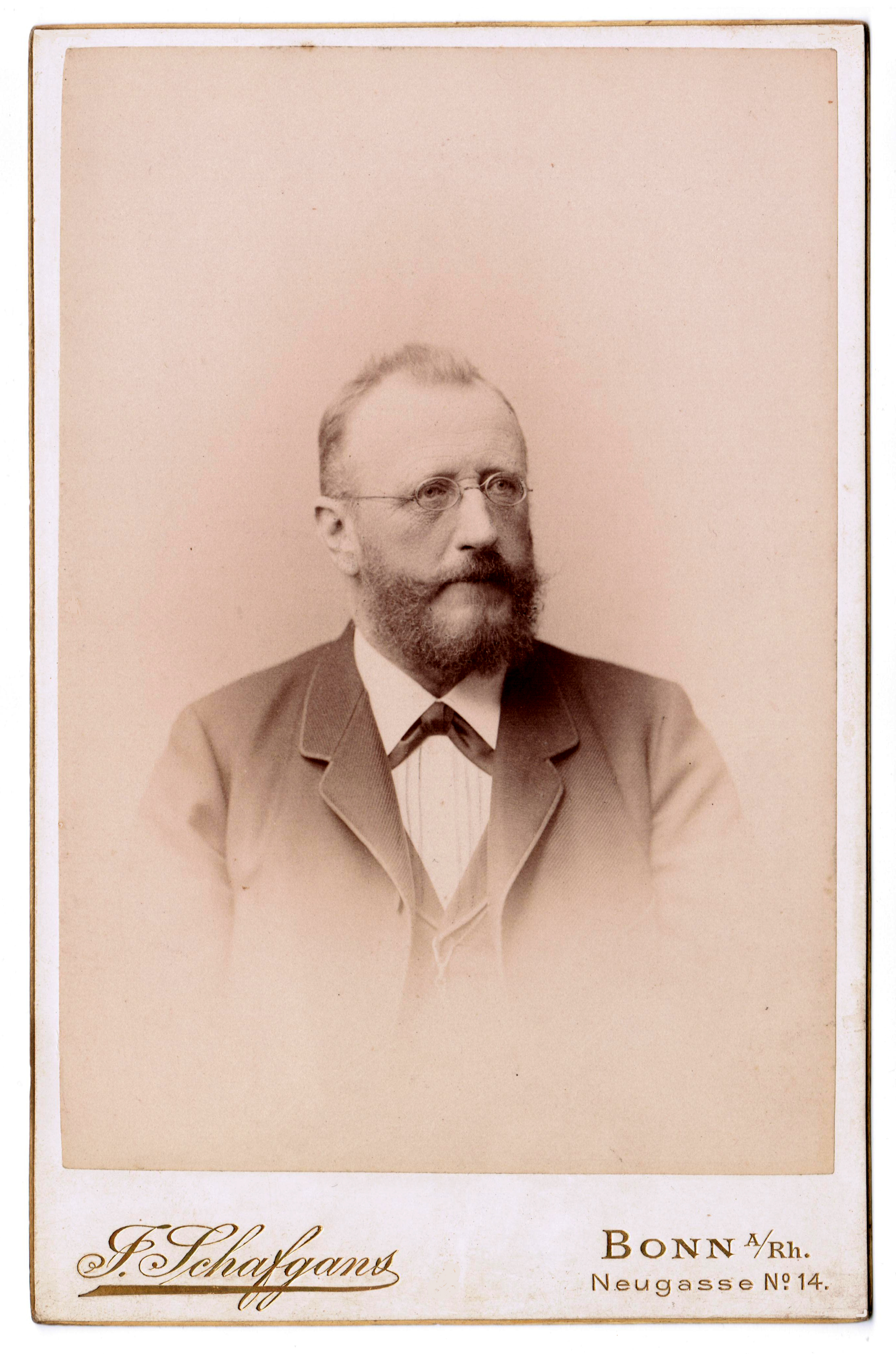
Adalbert Colsman

Adalbert Colsman (* 17. November 1839; † 13. September 1917) war ein deutscher Unternehmer, Mäzen und Ehrenbürger der Stadt Langenberg.

## Werdegang
Adalbert Colsman war der vierte von sieben Söhnen des Seidenfabrikanten Johann Wilhelm Colsman d. J. (1800–1856) und dessen Ehefrau Emilie Colsman geb. Bleckmann (1808–1885). 1870 wurde er als einer von vier geschäftsführenden Teilhabern in die Seidenweberei Gebr. Colsman in Langenberg aufgenommen, die Vorgängerin der heute noch bestehenden Weberei Gebrüder Colsman in Essen-Kupferdreh. Mit seinem ältesten Bruder Wilhelm und seinen Vettern Eduard und Andreas gehörte er zur vierten Generation der Unternehmerfamilie, die 1886 mit dem Bau der mechanischen Weberei in Kupferdreh die Abkehr von der in Heimarbeit betriebenen Handweberei vollzog. Der Industriebetrieb mit angestellten Arbeitern ersetzte das bisherige Verlagssystem.
Daneben war Adalbert Colsman Mitglied des Grubenvorstands der bergrechtlichen Gewerkschaft Gebra, Aufsichtsratsvorsitzender der Königsborn AG und Mitglied im Ausschuss für die rheinisch-westfälischen Filialen der Deutsche Bank AG. Er war 1887 Mitbegründer der Aktiengesellschaft Wasserwerk für das nördliche westfälische Kohlenrevier in Gelsenkirchen, der späteren Gelsenwasser AG. Er war (vom preußischen König berufenes) Mitglied der Generalsynode der Rheinischen Landeskirche und Schatzmeister des Rheinischen Provinzialausschusses der Inneren Mission.
Mit seiner Frau Sophie Colsman geb. Feldhoff (1847–1927) machte er zahlreiche philanthropische Stiftungen, unter anderem stiftete er das Bürgerhaus Langenberg und die Friedhofskapelle auf dem neuen evangelischen Friedhof in Langenberg. Das Ehepaar hatte keine eigenen Kinder, die Tochter des finnischen Afrikamissionars Botolf Bernhard Björklund wurde von ihnen aufgenommen und aufgezogen. Nach dem Tod seiner Mutter hatte Adalbert Colsman das elterliche Haus Die Au übernommen und umgebaut. Sein Grab befindet sich auf dem evangelischen Friedhof in Langenberg.

## Ehrungen
- preußischer Roter Adlerorden
- 1903: preußischer Kommerzienrat
- 5. März 1913: preußischer Geheimer Kommerzienrat
- 1917: Ehrenbürgerwürde der Stadt Langenberg